# Черри, Франко
Франко Черри (итал. Franco Cerri, 29 января 1926, Милан — 18 октября 2021, Милан) — итальянский джазовый гитарист.
Черри начал свою карьеру с игры на контрабасе в оркестрах и ансамблях как популярной, так и джазовой музыки. С конца 1950 годов посвятил себя игре на гитаре и сотрудничал с известными европейскими и американскими джазовыми коллективами. Черри дал множество концертов и принял участие в разнообразных музыкальных фестивалях, а также сотрудничал с RAI, в том числе в связи со своей препподавательской деятельностью.
В 2013 году была выпущена его автобиография под названием «Sarò Franco. Appunti, pensieri, riflessioni».
18 ноября 2005 года Черри стал командором Ордена «За заслуги перед Итальянской Республикой».
Франко Черри удостоен отдельной статьи в Итальянской энциклопедии.